# 111-134

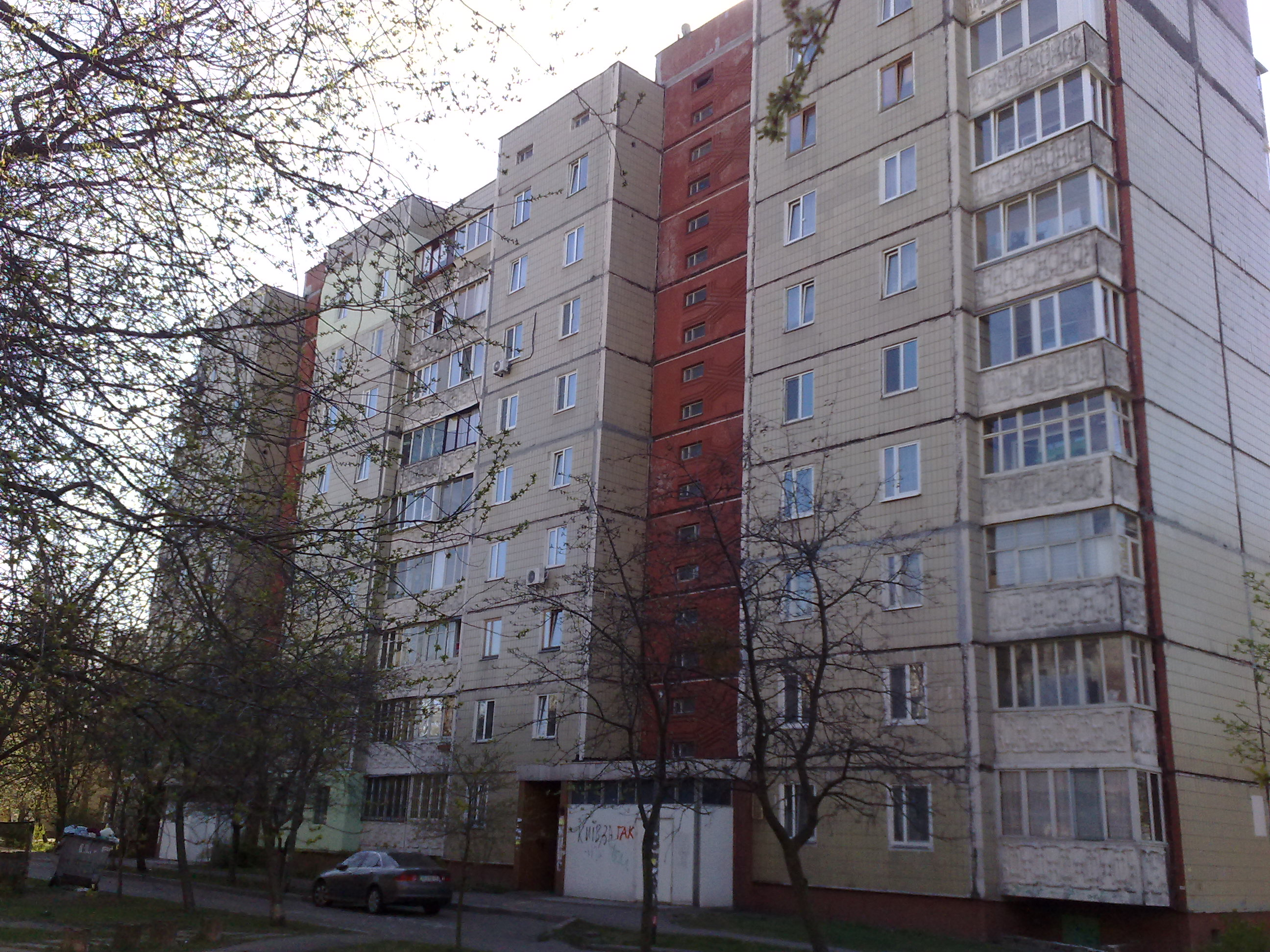
Київ, Залізничний масив, вул. Романа Ратушного, 35а, 1987 р.

111-134 — серія великопанельних житлових будинків для будівництва в Києві, Донецьку (134В) та Волгограді (121-134).

## Історія
Природним доопрацюванням 96 серії будинків стала 134 серія. У ній було виправлено деякі недоліки та збільшено кількість номенклатури, що дозволило будувати будівлі складної форми та поверховості (від 5 до 12 поверхів). Ці дві серії будинків дуже схожі зовні. Характерна відмінність — форма вікна горища: у 96 серії — квадратна форма, у 134 серії — прямокутна. Виходячи з економічних причин, більшого поширення набула 96 серія (вона була трохи економічнішою). Але в тих місцях, де потрібно вирізнитися архітектурною різноманітністю (вздовж важливих магістралей) вибір був однозначно за 134 серії через більшу номенклатуру блок-секцій.
Перші будинки цієї серії були споруджені 1975 року в Києві у другому мікрорайоні Оболоні. Будівництво будинків за цим проектом тривало до кінця 1990-х років. Спроектована Головкиївпроектом для ДСК-4.
Будинки цієї серії у Києві можна зустріти у багатьох спальних районах споруди 1970-х — 1980-х років. Існує дві модифікації — широтна та меридіональна; та модифікації в залежності від часу та місця будівництва:
- 1975—1981 — 9-поверхові будинки з неофактуреними панелями, досить великими вікнами. Вхідна група бетонна з двома вікнами в хол і дверима. Балкони спальних кімнат з боку під'їзду відсутні;
- 1981—1984 — 9-поверхові будинки з частково облицьовані глазурованою плиткою панелями, великими вікнами та скляною вхідною групою. Також у цей період було побудовано кілька десятків баштових 10- та 12-поверхових секцій у таких житлових масивах як Оболонь, Теремки, Мостицький та Харківський. Вони відрізняються конфігурацією квартир і сходової клітки (наявністю незадимлюваних сходів). Були змінені панелі сходової клітки (порівняно з попереднім періодом).
- 1985—1988 — 9-поверхові будинки, облицьовані різнокольоровою глазурованою плиткою, з невеликими вікнами і скляною вхідною групою з палітурками з алюмінію. У цей період було збудовано кілька 12-поверхових баштових секцій на Оболоні, Мостицькому та Харківському масивах. Панелі сходової клітки збережені з попереднього періоду.

## Характеристики серії
Висота приміщень — 264 см. У типовій секції від 4 до 8 квартир на поверсі. Кімнати та санвузли роздільні. У кожній секції один (у 12-поверхових секціях — два) ліфт вантажопідйомністю 400 кг та сміттєпровід на міжповерховому майданчику. Опалення, холодне та гаряче водопостачання — централізовані. Зовнішні стіни споруджені з керамзитобетонних панелей, внутрішні стіни та перекриття — із залізобетонних панелей. Єдиний крок поперечних стін становить 3,6 м, ширина корпусу — 12,6 м. На поверсі в секції розташовані чотири квартири (дві 2-кімнатні (50/30 м²) та дві 3-кімнатні (70/42 м²); шість квартир у торці будівлі (дві 1-кімнатні (35/18 м²), дві 2-кімнатні та дві 3-кімнатні), а також вісім квартир (шість 1-кімнатних (35/18 м²) та дві 2-кімнатні (55/30 м²) у будинку меридіональної орієнтації 134 м. Площа холу в 3-кімнатних квартирах становить 9 м², а разом із коридором сягає 14 м².
Незвичайним є плянування сходово-ліфтового вузла в цій серії — сходи розташовані паралельно до осі будівлі і відокремлені від міжквартирного холу стіною зі склоблоків. Вхід у ліфт розташований у міжквартирному холі. На першому поверсі є хол.

### Галерея

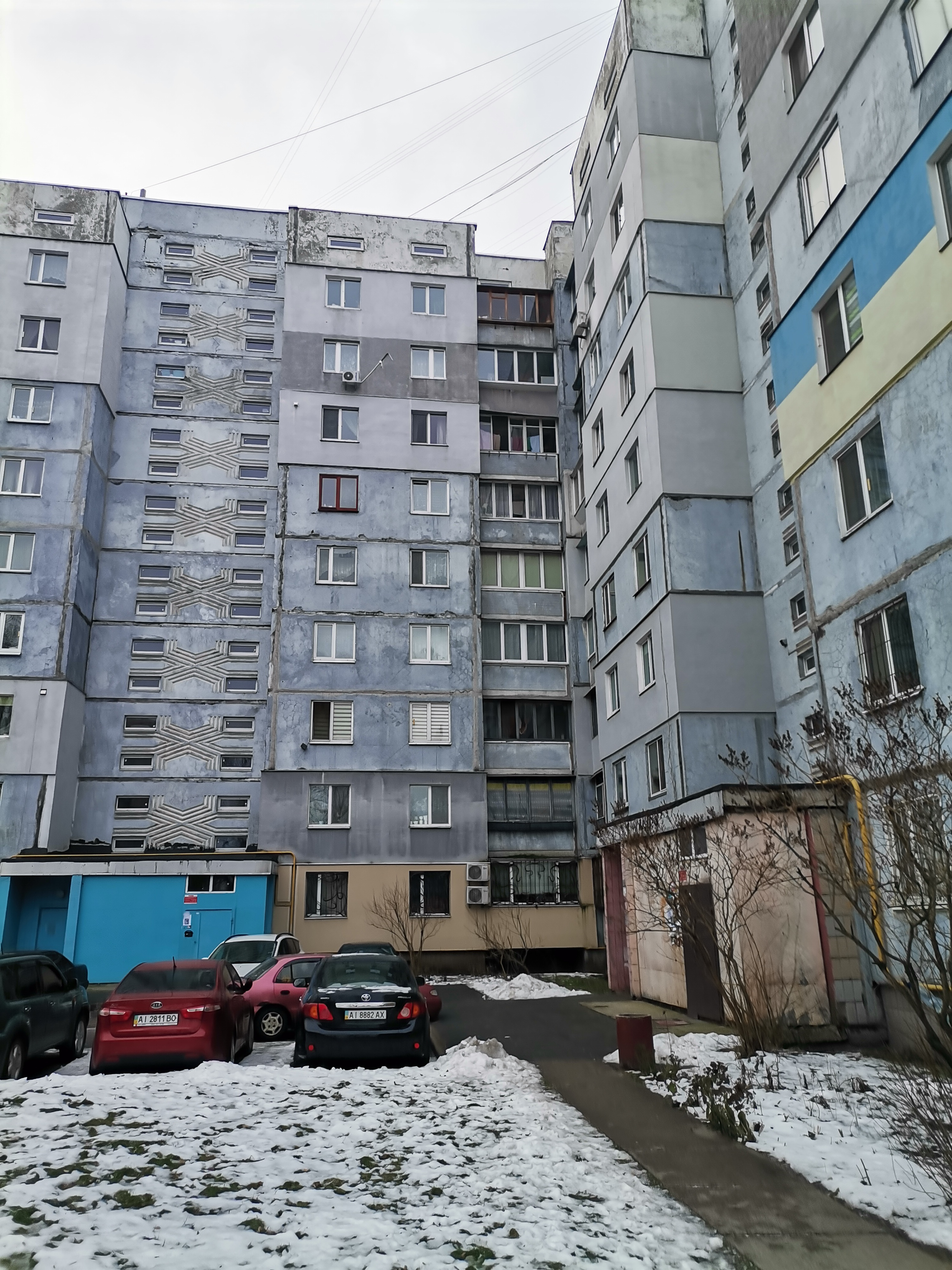
Троєщина, просп. Червоної Калини, 41/1, 1984 р.
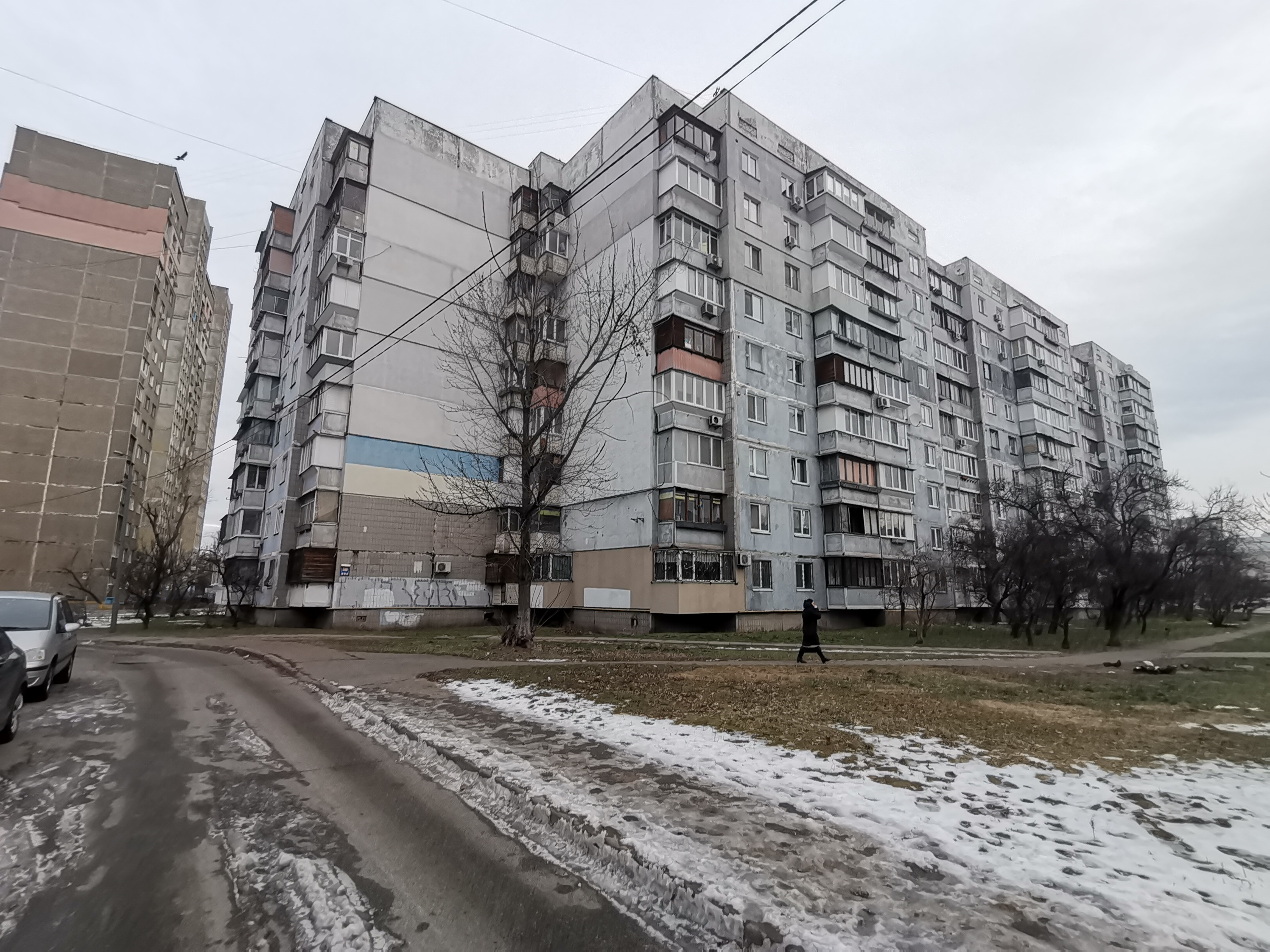
просп. Червоної Калини 41/1, 1984 р.
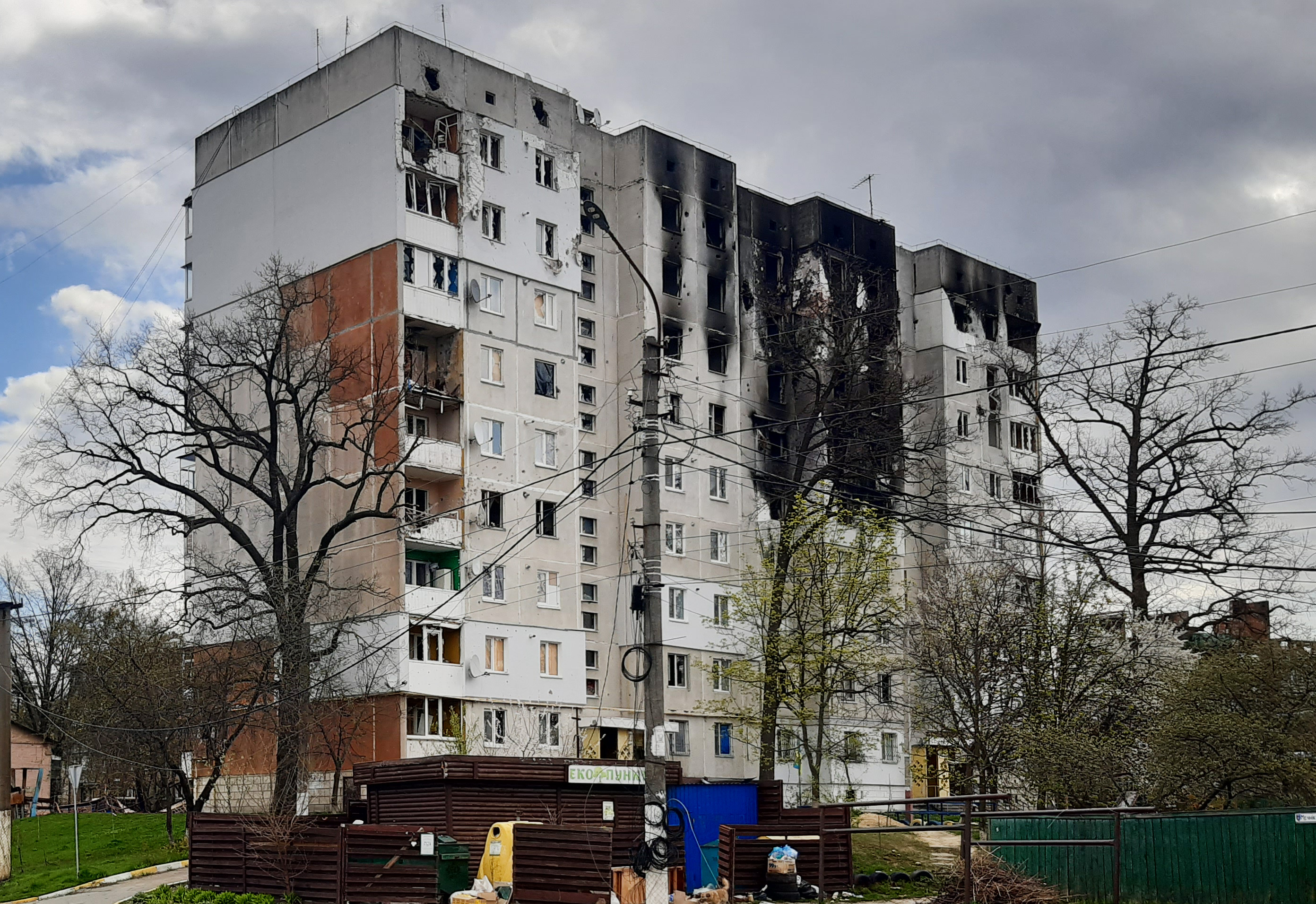
Ірпінь, пошкоджений росіянами

## 134В
Донецька модифікація — 10-поверхові багатосекційні та 16-поверхові односекційні будівлі, облицьовані бежевою та коричневою плиткою, з невеликими вікнами в кухнях та ґратчастими панелями сходової клітки. Також у Донецьку будувалися односекційні 10-поверхові секції, відмінні від київських односекційних. Крім власне Донецька, будинки серії побудовані в містах Донецької області Світлодарську та Вугледарі й Олександрії Кіровоградської області.

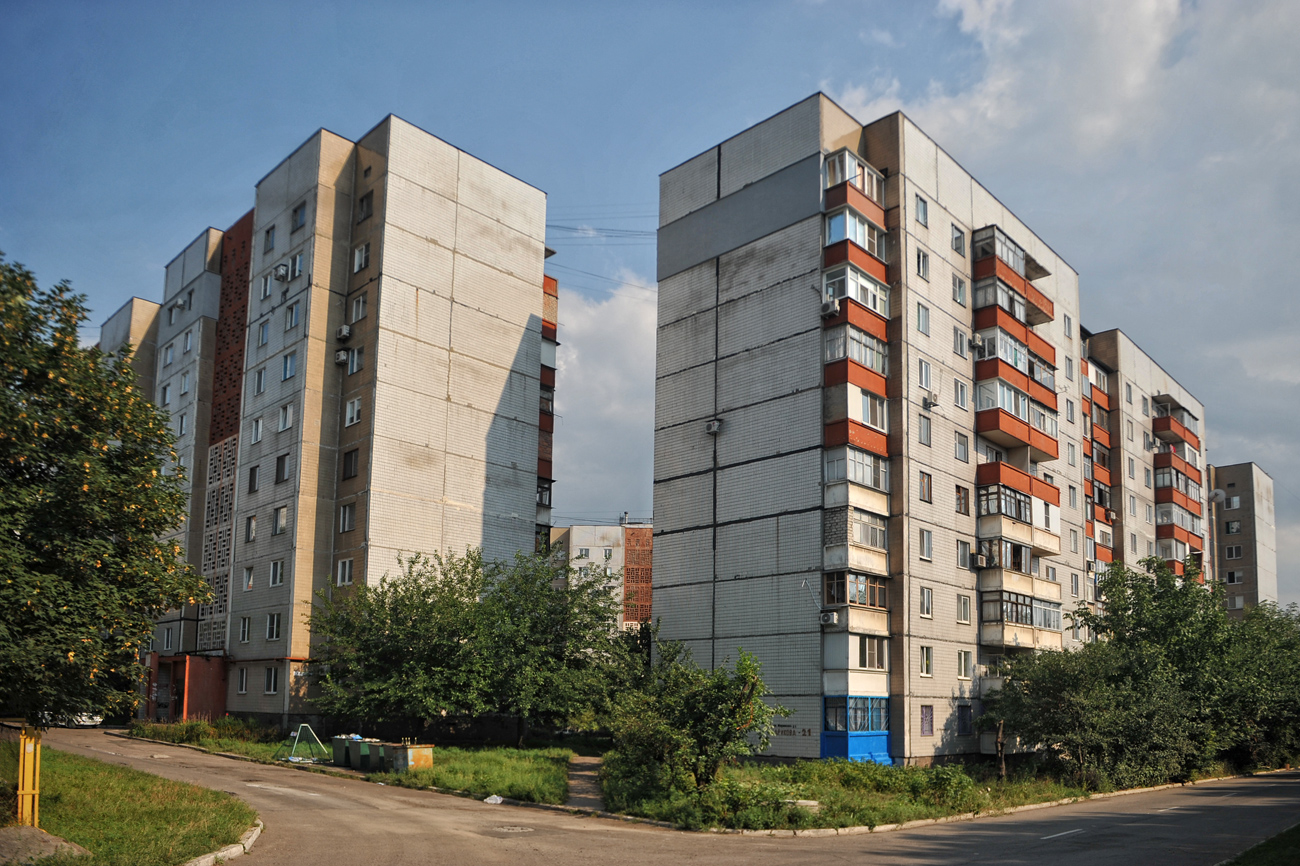
Текстильник, вул. Жарікова, 19 і 21
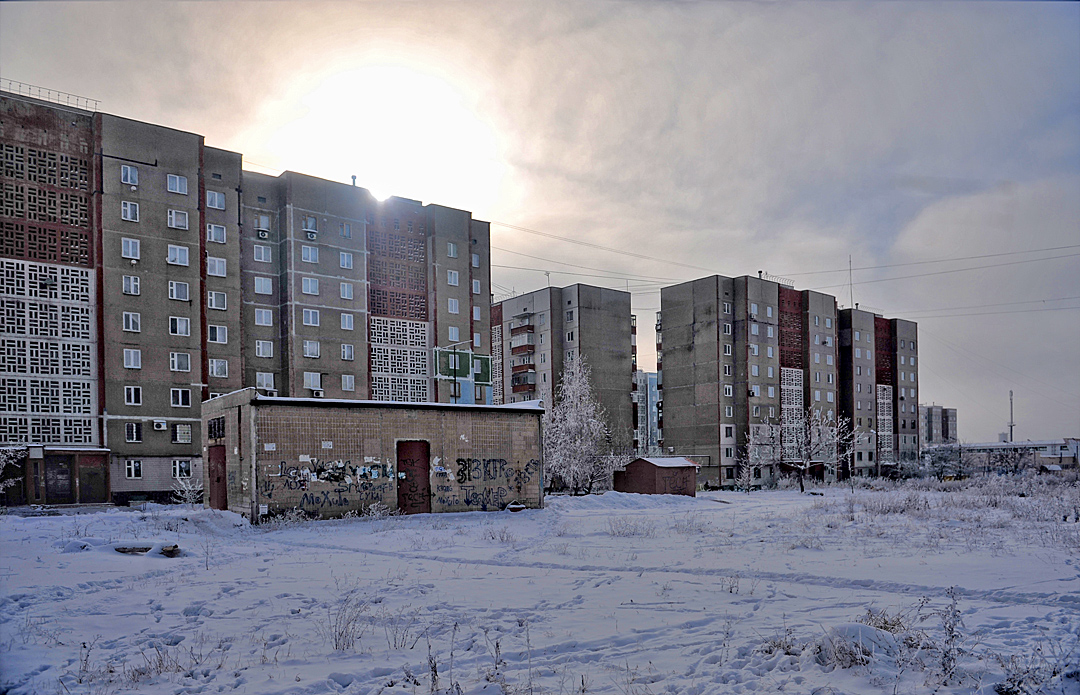
Текстильник, вул. Висоцького
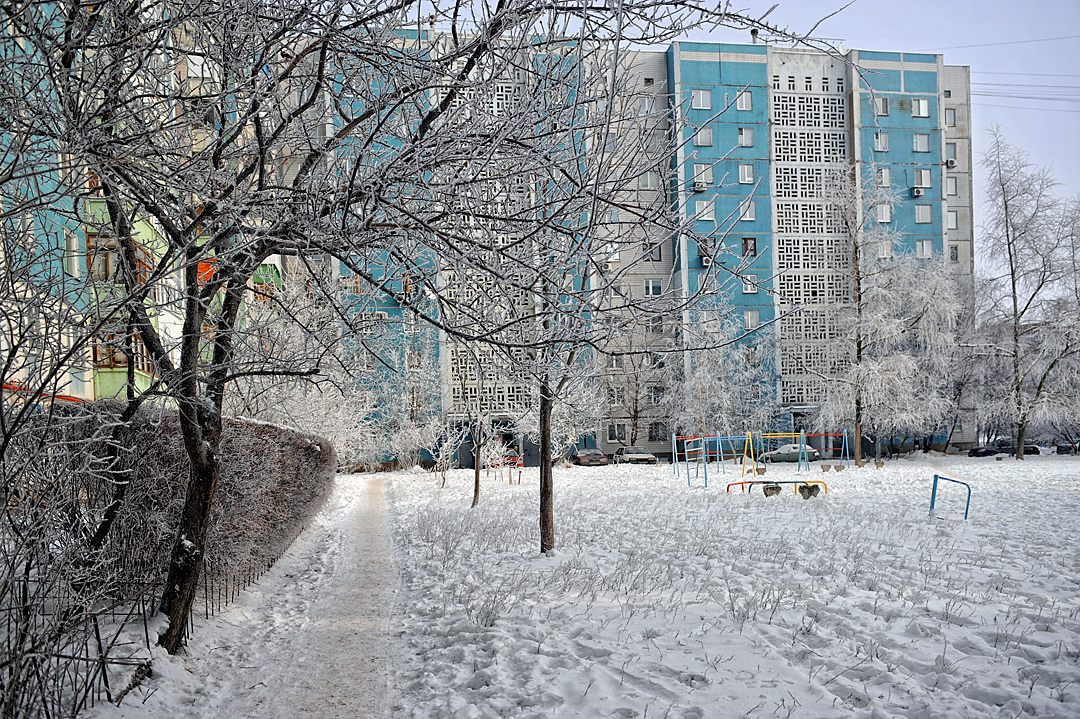
вул. Висоцького, 2
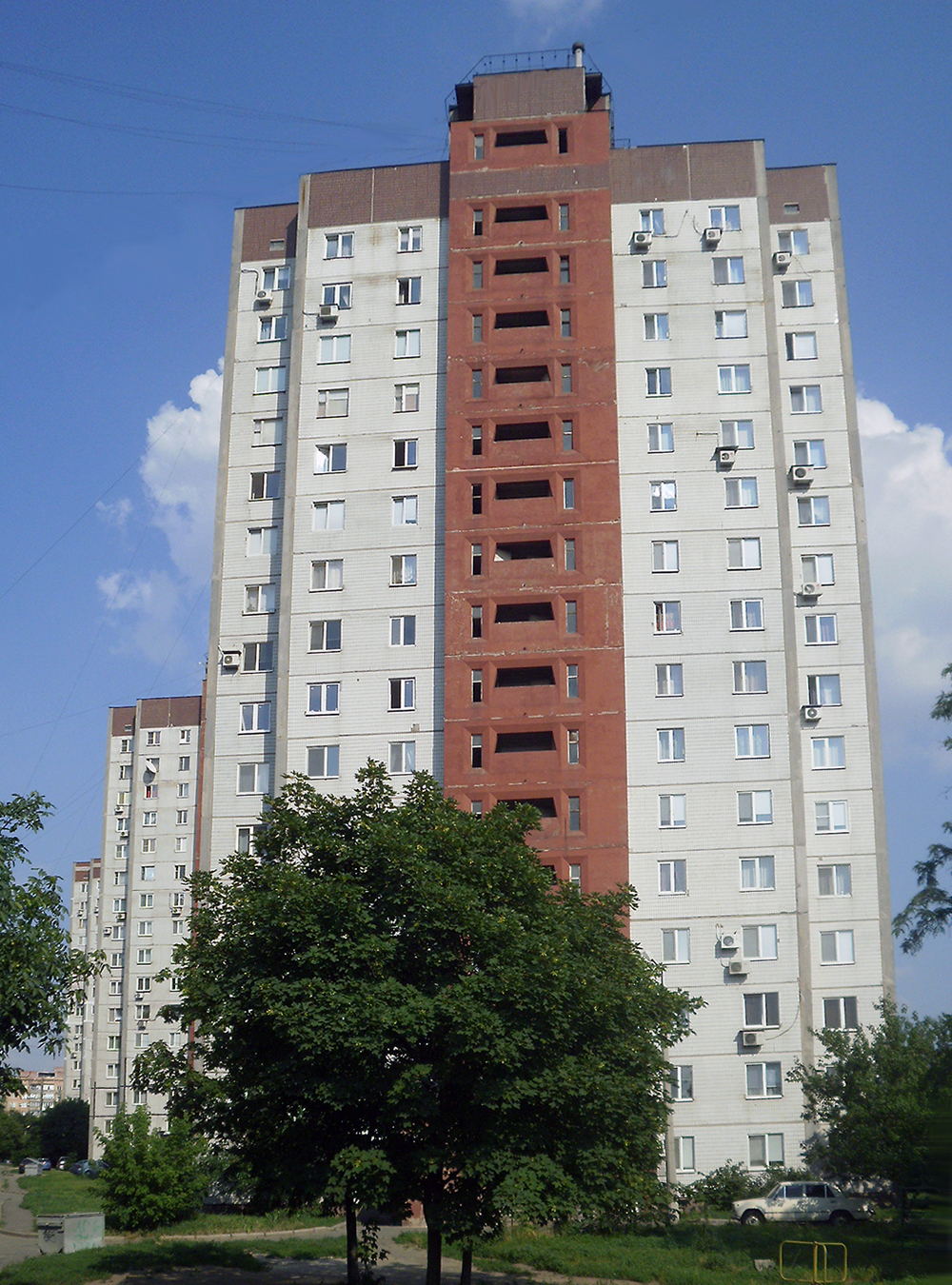
Риківка, вул. Капітана Ратнікова, 4а
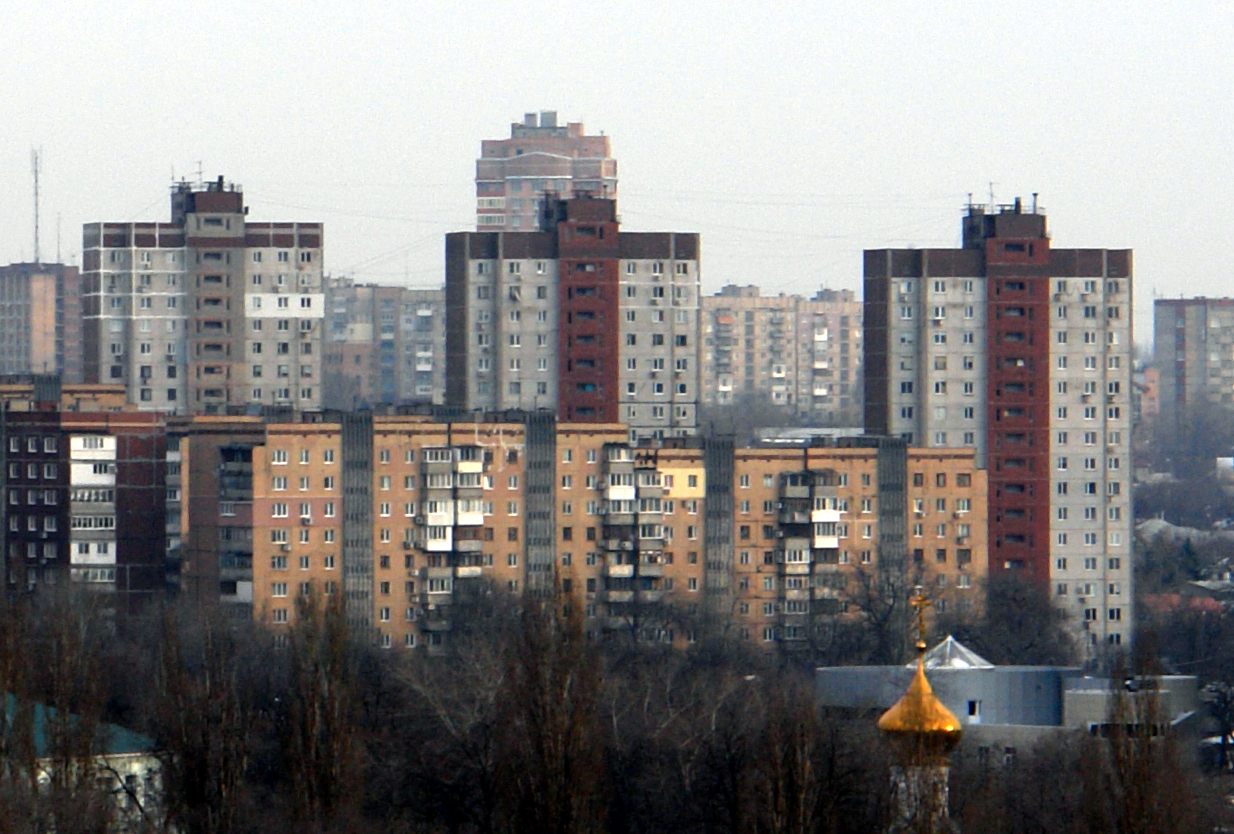
вул. Капітана Ратнікова — 16-поверхові секції

## Див. також

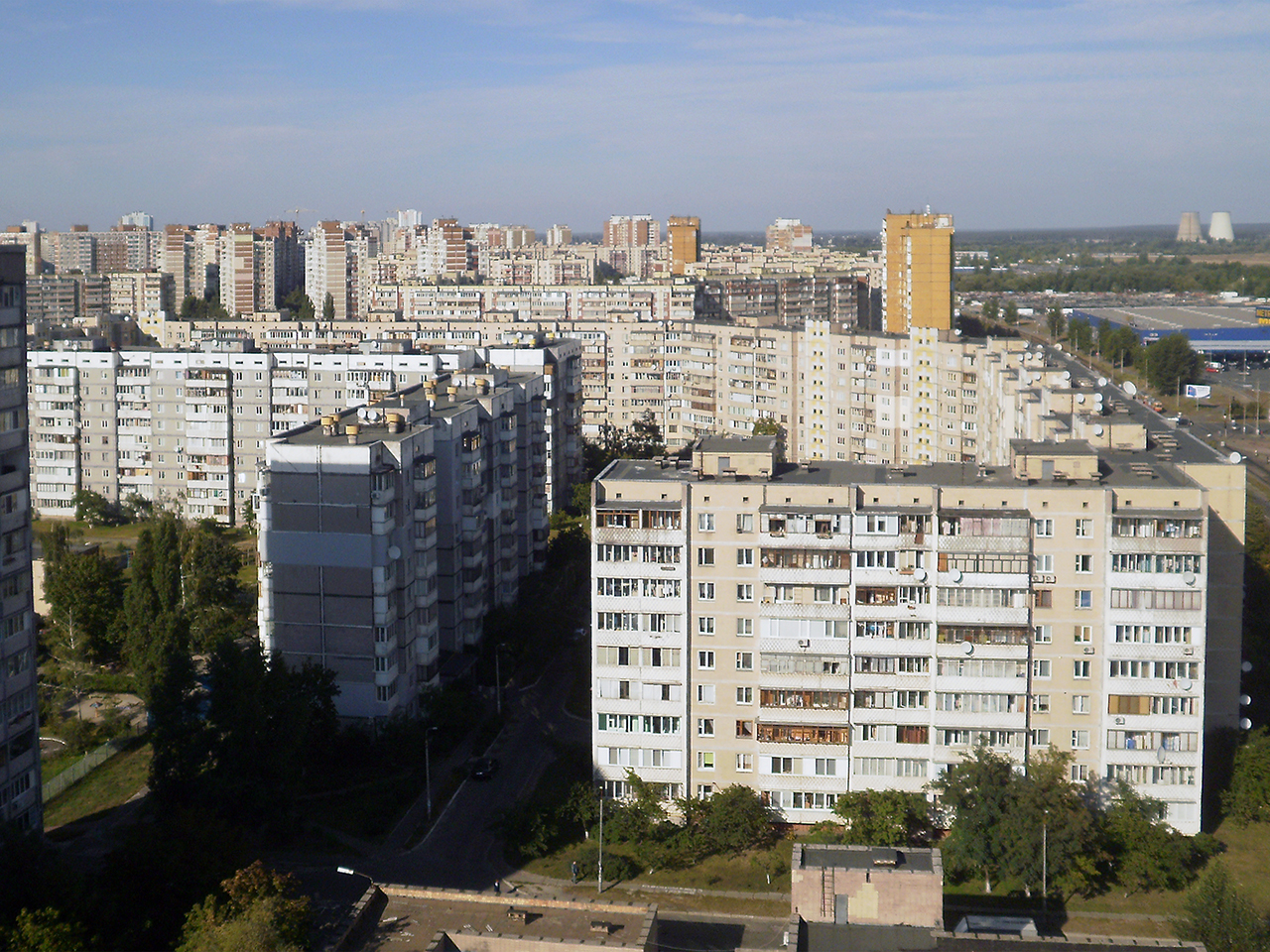
Троєщина, ліворуч 134-ті вул. Лифаря, 1а (1984) і вул. Закревського, 49а (1983), праворуч 96-і вул. Лифаря, 1 (1984) і вул. Закревського, 49/1 (1984). Видна відмінність горища у розмірі вікон і ребрах над краями балконів.